# Chimarra minuta
Chimarra minuta är en nattsländeart som beskrevs av Martynov 1935. Chimarra minuta ingår i släktet Chimarra och familjen stengömmenattsländor. Inga underarter finns listade i Catalogue of Life.